# Pooh Box
Pooh Box è un cofanetto del complesso musicale italiano dei Pooh pubblicato il 29 ottobre 2013.
Contiene:
- il doppio cd e il doppio DVD dei concerti dei giorni 10 e 11 luglio 2013 tenutisi presso il Teatro Mario del Monaco di Treviso, più un'altra versione studio di Pierre, interpretata insieme a Il Volo
- il doppio cd Voci per Valerio.
- il libro POOHdiSEGNI. Graphic Novel illustrata dal designer Gianni D'Angelo che narra la storia del gruppo.

## Tracce CD

### Opera seconda live
CD 1
1. Base + Opera Prima
2. Sara nel sole
3. Canterò per te
4. Maria marea
5. È bello riaverti
6. Ci penserò domani
7. Pierre
8. Se c'è un posto nel tuo cuore
9. Quaderno di donna
10. In diretta nel vento
11. Il ragazzo del cielo (Lindberg)

CD 2
1. Dove comincia il sole
2. Isabel
3. L’aquila e il falco
4. Uomini soli
5. Domani
6. Parsifal
7. Rotolando respirando
8. Eleonora mia madre
9. Infiniti noi
10. L'ultima notte di caccia
11. Viva
12. Tanta voglia di lei
13. Dammi solo un minuto
14. Pensiero
15. Chi fermerà la musica
16. Piccola Katy
17. Dove comincia il sole (strumentale)
18. Pierre (Facchinetti - Negrini) - 4'46" - Voci principali: Roby, Il Volo.

### Voci per Valerio
CD 1
1. Ciao Valerio! - Luna Miriam Iansante (doppiatrice di Alana Thompson) / Letizia Ciampa (doppiatrice di Emma Watson) / Chiara Colizzi (doppiatrice di Nicole Kidman) / Maria Pia Di Meo (doppiatrice di Meryl Streep)
2. Brennero ’66 - Luca Dal Fabbro (doppiatore di Steve Buscemi) / Quarta Dimensione (gruppo a cappella di Alessandro Quarta)
3. In diretta nel vento - Roberto Pedicini (doppiatore di Kevin Spacey)
4. Pensiero - Pino Insegno (doppiatore di Viggo Mortensen)
5. Parsifal - Sandro Acerbo (doppiatore di Brad Pitt) / Fiamma Izzo (soprano)
6. Fammi fermare il tempo - Fabrizio Temperini (doppiatore di Daniel Day-Lewis)
7. Frontiere - Massimiliano Alto (doppiatore di River Phoenix)
8. Dall'altra parte - Christian Iansante (doppiatore di Bradley Cooper)
9. Ci penserò domani - Luca Ward (doppiatore di Pierce Brosnan) / Giuppy Izzo (doppiatore di Renée Zellweger) / Federica Elmi (speaker radiofonica)
10. Inca - Michele Kalamera (doppiatore di Clint Eastwood) / Franco Mannella (doppiatore di Paul Giamatti) / Guido Di Naccio (doppiatore di Scott Adkins)
11. Dove comincia il sole - Alessandro Rossi (doppiatore di Liam Neeson) / Francesco Vairano (doppiatore di Andy Serkis) / Alessandro Quarta (doppiatore di Ethan Hawke)
12. Uno straniero venuto dal tempo - Elia Iezzi (doppiatore di Brian Dennehy) / Rossella Acerbo (doppiatrice di Drew Barrymore) / Davide Perino (doppiatore di Elijah Wood)
13. Ali per guardare, occhi per volare - Mario Cordova (doppiatore di Richard Gere) / Graziano Galatone (vocalist)
14. Il giorno prima - Roberto Chevalier (doppiatore di Tom Cruise) / Benedetta Degli Innocenti (doppiatrice di Elizabeth Blackmore) / Riccardo Rossi (doppiatore di Adam Sandler) / Francesco Pannofino (doppiatore di George Clooney)

CD 2
1. Uomini soli - Fabio Boccanera (doppiatore di Johnny Depp)
2. Padre a vent’anni - Tito Marteddu (doppiatore di Thomas Robinson)
3. Reporter - Massimo Rossi (doppiatore di Sean Penn)
4. Fai col cuore - Maria Pia Di Meo (doppiatrice di Susan Sarandon)
5. Il tempo, una donna, la città - Angelo Maggi (doppiatore di Tom Hanks) / Francesca Fiorentini (doppiatrice di Gwyneth Paltrow)
6. Appunti di viaggio n.1: l’Europa - Francesco Pezzulli (doppiatore di Leonardo DiCaprio)
7. Quasi città - Francesco Prando (doppiatore di Daniel Craig) / Roberto Draghetti (doppiatore di Jamie Foxx)/ Alessia Amendola (doppiatrice di Jennifer Lawrence)
8. Susanna e basta - Niseem Onorato (doppiatore di Jude Law)
9. Stagione di vento - Luigi Ferraro (doppiatore di Javier Cámara)
10. Due belle persone - Alessio Cigliano (doppiatore di Zachary Quinto)
11. Pierre - Andrea Mete (doppiatore di Joseph Gordon Levitt)
12. Il ragazzo del cielo (Lindbergh) - Bruno Alessandro (doppiatore di Christopher Plummer) / Desirée Noferini (attrice) / Fabrizio Manfredi (doppiatore di Adam Brody)
13. Domani - Roberto Pedicini e Christian Iansante
14. ..in concerto - Foxy John (speaker radiofonico) / Walter Bucciarelli (speaker radiofonico)

## Formazione principale

### Pooh
- Roby Facchinetti - Voce, Tastiere
- Dodi Battaglia - Voce, Chitarra
- Red Canzian - Voce, Basso elettrico

### Altri musicisti
- Phil Mer - Batteria
- Danilo Ballo - Tastiera, Cori
- Giacomo Loprieno - direttore d'orchestra
- Ensemble Symphony Orchestra - orchestra
- Il Volo (ospite in Pierre)